# Caixa Mágica
Caixa Mágica este o distribuție de Linux bazată pe RPM.

## Legături externe
- Caixa Mágica